# Nicolai Abildgaard

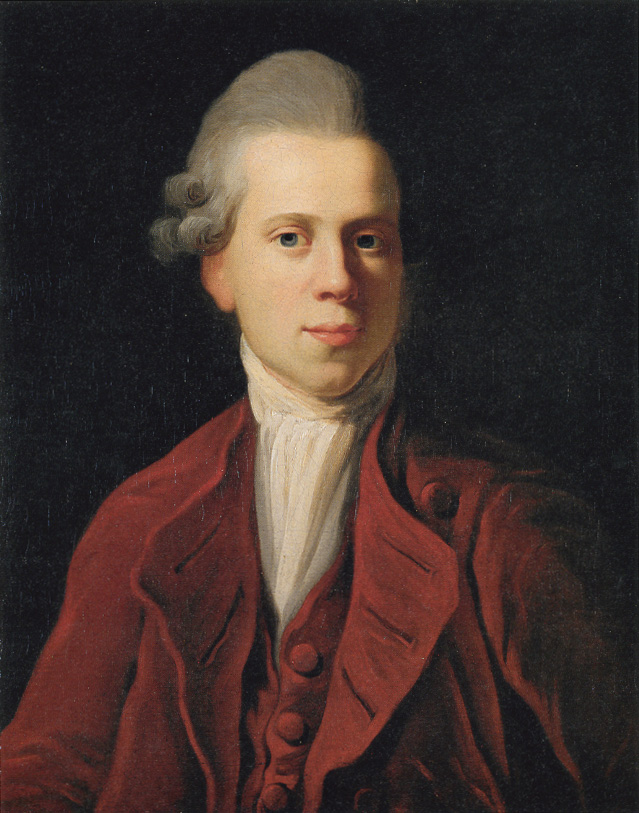
Nicolai Abildgaard (1772)

Nicolai Abraham Abildgaard (* 11. September 1743 in Kopenhagen; † 4. Juni 1809 in Frederiksdal) war ein dänischer Maler, Bildhauer und Architekt der Neoklassik.

## Leben
Abildgaard, Sohn des Zeichners, Illustrators und Naturforschers Søren Abildgaard (1718–1791), welcher besonders Zeichnungen nach Natur- und Baudenkmälern fertigte, studierte 1764 bis 1772 an der Königlich Dänischen Kunstakademie Kopenhagen, erhielt 1771 deren Reisestipendium, ging 1772 nach Rom und wurde nach seiner Rückkehr 1777 Professor, 1789 Direktor der Akademie. Seine Hauptwerke, ein Zyklus von historisch allegorischen Bildern im Schloss zu Christiansburg, sind 1794 sämtlich durch Brand zerstört worden. Ferner malte er Szenen aus Ossian und Shakespeare und vier Bilder aus der Andria des Terenz (zu sehen im Staatlichen Kunstmuseum Kopenhagen). Da er auch modellierte und praktisch als Ornamentist tätig war, begann der junge Bertel Thorvaldsen unter ihm seine künstlerische Laufbahn. Abildgaard liegt auf dem Assistenzfriedhof im Kopenhagener Stadtteil Nørrebro begraben.

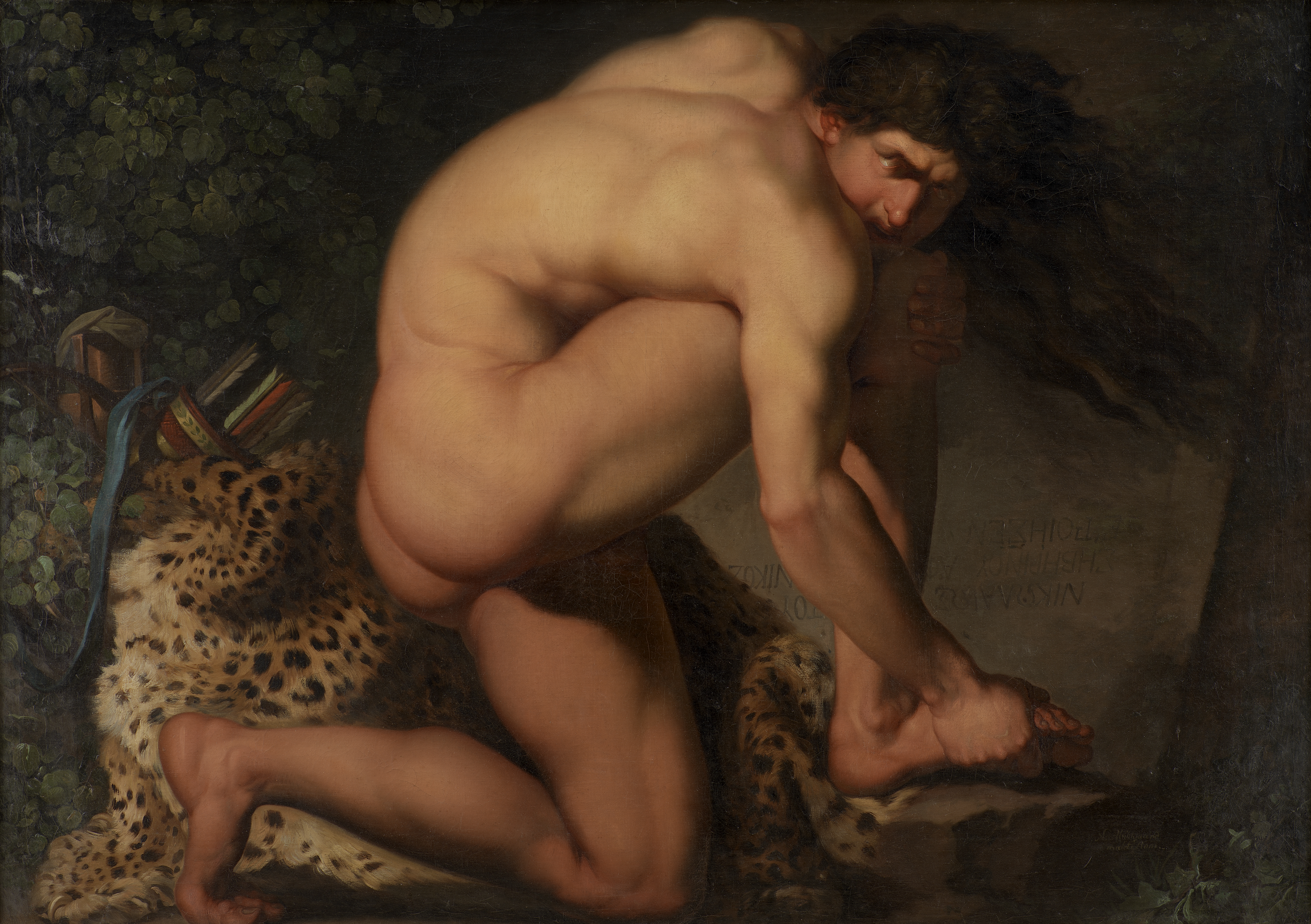
Der verwundete Philoktet (1775)

## Berühmte Schüler
Als Akademielehrer hatte Abildgaard prägenden Einfluss auf drei Schlüsselfiguren der deutschen Kunst des frühen 19. Jahrhunderts: Caspar David Friedrich, Philipp Otto Runge und Asmus Jakob Carstens. Seine Wirkung zeigte sich vor allem im Interesse an der bildkünstlerischen Adaption der nordischen Sagenwelt, insbesondere der Ossian-Legende. Darüber hinaus orientierten sich diese Schüler an Grundsätzen seiner Bildkomposition in der Historienmalerei und in der Charakteristik seiner Figurendarstellung. Friedrich benutzte kopierte zeichnerische Vorlagen Abildgaards für die Druiden-Figuren in dem Gemälde Vision der christlichen Kirche.

## Bilder und Skulpturen
- Der verwundete Philoktet, 1775 (Tafelbild, Kopenhagen)
- Ossian, 1782 (Tafelbild, Kopenhagen)
- Emilia’s Kilde, 1782 (Skulptur)
- Mareridt (Alptraum), 1800 (Ölgemälde, Sorø Kunstmuseum)